# Archytas de Tarente
Pour les articles homonymes, voir Archytas.
Archytas de Tarente (en grec ancien : Ἀρχύτας ὁ Ταραντίνος, né vers 435 av. J.-C. à Tarente en Grande-Grèce et mort en 347 av. J.-C. au large de l'Apulie) est un philosophe pythagoricien, mathématicien, astronome, homme politique, stratège et général grec, fils de Mnésagore ou Histiée. Fait unique dans l’histoire, il fut sept fois stratège et gouverna la cité de Tarente durant sept années consécutives, incarnant ainsi le philosophe roi éclairé tel que l'envisageaient les philosophes ; la cité connut alors une époque de prospérité.

## Biographie
Scientifique de l'école pythagoricienne, il fut le disciple de Philolaos de Crotone vers 395 av. J.-C. et aurait étudié à Métaponte, puis devint professeur de mathématiques d'Eudoxe de Cnide vers 390. Il était l'ami intime de Platon : Platon vint le voir plusieurs fois entre 390 et 350 av. J.-C. en Sicile et en Italie, et fut sauvé par lui de la mort que lui préparait Denys le Jeune lors du troisième voyage de Platon en Sicile (en 360). L'influence d'Archytas sur la pensée de Platon est sans doute considérable, bien qu'il soit difficile d'en mesurer toute l'étendue. Les sources anciennes, en effet, en font soit un disciple de Platon, soit son maître ; il faut voir là, sans doute, une querelle de chapelle entre partisans du pythagorisme et défenseurs du platonisme, querelle née bien après la mort des deux hommes, peut-être au moment de la seconde sophistique (IIe siècle apr. J.-C.). Les documents censés leur être contemporains, tels que les Lettres VII et X de Platon, malgré leur caractère très probablement apocryphe, ne peuvent en aucun cas laisser à penser qu'Archytas et Platon auraient pu entretenir une relation de maître à disciple : il n'y est question que d'affaires strictement géopolitiques, où les deux hommes traitent d'égal à égal. Archytas eut  Empédocle [réf. nécessaire] et Ménechme pour disciples (ce dernier fut également le disciple d'Eudoxe de Cnide et Platon).
Personnage le plus important de Tarente, il eut, malgré la loi, sept fois le commandement suprême de sa cité (il fut stratège de 367 à 361) qui possédait alors un régime démocratique, et il dirigea la ligue des Italiens de Grande-Grèce (selon la Souda). Stratège lors de la période la plus brillante de la cité, il mit vraisemblablement en place une législation sociale facilitant le partage des richesses et évitant les conflits sociaux. Sa réussite politique et sa bienveillance se gravèrent dans les mémoires de tous et son souvenir s'est transmis jusqu'à la fin de la république romaine (un traité de Cicéron témoigne ainsi de l'héritage pythagoricien en Italie). Tarente était alors le dernier bastion des pythagoriciens, et Archytas en fit une cité puissante à laquelle il appliqua les idées de Pythagore : « Les habitants de Tarente détinrent une extraordinaire puissance grâce à l'adoption d'une constitution démocratique. Ils donnèrent d'autre part leur adhésion à la philosophie de Pythagore et tout particulièrement Archytas qui resta très longtemps à la tête de la cité ».
Il démissionne de ses fonctions en 360, peut-être pour disposer de plus de temps libre et pouvoir étudier (cf. Lettre de Platon à Archytas).
Il mourut dans un naufrage sur les côtes de l'Apulie, mort que le poète latin Horace évoque dans une ode qui indique l'emplacement de son tombeau :

« Toi qui mesurais la mer et la terre et le nombre infini des grains de sable, Archytas, tout entier te couvre l'humble don d'un peu de poussière près des larges flancs du Matinus, et il ne te sert de rien d'avoir exploré les demeures aériennes et parcouru la voûte du ciel, d'une âme destinée à la mort. »

— Horace, Odes, I, 28.

## Philosophie
Les quelques témoignages que nous avons sur sa pensée montrent qu'Archytas concevait les mathématiques (et en particulier le calcul) comme un art applicable à tous les problèmes :
« Il semble bien que l'art du calcul rapporté à la philosophie soit bien supérieur aux autres arts, de par sa capacité à traiter, mieux encore que ne le fait la géométrie, n'importe quel problème avec une certitude plus grande. » (Stobée, Choix de textes, I, préface.)
Or, cet art du calcul a une vertu éthique :
« La mésentente a cessé et la concorde s'est accrue du jour où l'on a inventé le mode de calcul. Grâce à lui en effet, au lieu de l'esprit de surenchère, c'est l'égalité qui règne ; c'est encore lui qui nous met d'accord avec ceux avec qui nous traitons d'affaire. » (Stobée, IV, 1, 139.)
On peut donc supposer que c'est selon cette théorie qu'Archytas gouverna sa cité, en maintenant l'équilibre et l'égalité des partis. Il traitait d'ailleurs ses serviteurs avec la plus grande humanité.

### Éthique
Cicéron rapporte un exposé d'Archytas sur les passions :
« Caton : Vous, jeunes hommes, qui êtes parmi les meilleurs, écoutez le langage d'Archytas de Tarente, un grand homme et qui compte parmi les esprits les plus distingués. Ses paroles m'ont été rapportées quand, tout jeune encore, j'étais à Tarente avec Fabius Maximus. Archytas disait que nul présent plus funeste, plus ruineux que le plaisir n'a été fait aux hommes, le plaisir à la conquête duquel l'appétit se porte sans mesure et sans réflexion. » (Tusculanes, Livre IV, 78.)
Si l'authenticité de ces entretiens peut être mise en doute, en revanche son contenu, conforme à la rationalité d'Archytas, est confirmé par plusieurs témoignages sur sa vie : Archytas, en effet, était capable d'une grande maîtrise de ses passions, en particulier de la colère.

### Physique
Archytas pensait que le lieu et le corps sont illimités :
« Si je me trouvai à la limite du ciel, autrement dit sur la sphère des fixes, pourrais-je tendre au-dehors la main ou un bâton, oui ou non ? Certes, il est absurde que je ne puisse pas le faire ; mais si j'y parviens, cela implique l'existence d'un dehors, corps ou lieu. » (selon Eudème de Rhodes, cité par Simplicios de Cilicie, Commentaire sur la Physique d'Aristote, 467, 26.)

## Mathématiques et musique
Archytas semble être le pythagoricien qui s'est le plus intéressé à la musique ; il aurait inventé une théorie physique du son. D’après une citation de Porphyre de Tyr, Archytas considérait que les mathématiciens devaient connaître l'astronomie, la géométrie, l'arithmétique, la sphérique et la musique, car « ces disciplines sont sœurs ». Cette formule a été reprise par Platon : « Ces disciplines sont sœurs, comme le disent les pythagoriciens et comme nous l'admettons aussi. » Il est parfois reconnu comme étant le fondateur de la partie des mathématiques alors nommée la mécanique, qu'il systématisa,.
On lui attribue le mérite d'avoir donné plus de rigueur aux mathématiques. Selon Eutocius , Archytas résolut le problème de la duplication du cube d'une manière qui lui est propre avec une construction géométrique. Hippocrate de Chios auparavant (430 av. J.-C.), avait réduit ce problème à une recherche de rapport de proportions. La théorie d'Archytas des proportions est traitée dans le livre VIII des Éléments d'Euclide. Il a traité les moyennes arithmétiques (1:2 = 2:3), géométrique (1:2 = 2:4) et harmonique (3:4 = 4:6).
En géométrie, il semble avoir découvert les trois premiers des cinq solides réguliers : pyramide, cube, dodécaèdre. Théétète d'Athènes poursuivra en découvrant l'octaèdre et l'icosaèdre. La courbe d'Archytas, qui est utilisée dans sa solution du problème de la duplication du cube, a été nommée en son honneur.

## Inventions
Archytas s'est intéressé aux applications des sciences, intérêt dont Platon le blâmait. On attribue ainsi à Archytas l'invention d'une colombe en bois capable de voler (selon Favorinus d'Arles, cité par Aulu-Gelle),. On lui attribue également, et avant même Archimède, l'invention de la poulie et de la vis, ainsi que celle de la crécelle, un hochet pour enfants comme en témoigne Aristote : « Considérons donc comme une heureuse invention la crécelle d'Archytas, qu'on donne aux petits enfants pour les occuper ; cela leur évite de tout casser dans la maison, car la jeunesse n'est pas capable de rester en place »,.

## Pseudo-Archytas
Certains écrits ont été mis sous le nom d'Archytas. Ils sont pythagoriciens, mais bien postérieurs à Archytas (les savants ne s'accordent pas sur la chronologie). Ils ont été édités par H. Thesleff (The Pythagorean Texts of the Hellenistic Period, Abo Akademi, 1965).
- Sur les catégories (Περὶ τῶν καθόλου λόγων, À propos des formules universelles) : deux traités[16]. Texte et trad. all. : T. Szlezak, Pseudo-Archytas über die Kategorien, Berlin, 1972. Le traité Sur les Catégories était tenu pour authentique par Jamblique. Il y a deux traités ; l'un, souvent cité et commenté, date du Ier s. av. J.-C. (selon J. Dillon, P. Hoffmann, R. Sorabji) ou du IIIe siècle av. J.-C. (selon H. Thesleff) ; l'autre date de la Renaissance. L'auteur étudie les 10 catégories d'Aristote et donne une définition du temps : « Le temps est le nombre d'un certain mouvement ou aussi, de manière générale, l'intervalle de la nature du Tout. »
- Sur les principes (Περὶ ἀρχῶν), (Ier siècle av. J.-C. ; IVe siècle av. J.-C. selon H. Thesleff). Texte cosmologique, donnant une interprétation aristotélicienne des deux principes de Philolaos (Limité, Illimité), identifiés à la Forme et à la Matière chez Aristote, et reliés par un troisième principe, Dieu.
- Deux traités : Sur l'homme bon et heureux, Sur l'éducation morale. Texte et trad. an. : Holger Thesleff, The Pythagorean Texts of the Hellenistic Period, Abo, 1965, p. 8-15 et 40-43.

D'autres traités cités seraient aussi apocryphes :
- De l'être, cité par Stobée
- De l'univers, ou Des rapports constitutifs de l'univers, ou Des genres, ou Pour les lieux, cité par Simplicius.
- Des opposés, cité par Simplicius.
- De l'intellect et de la sensation, cité par Stobée et Jamblique.
- De l'éducation morale, cité par Stobée.
- De l'éducation des enfants, cité par Philostrate, (Vie d'Apollonios de Tyane, VI, 31.)
- Du bien et du bonheur de l'homme, cité par Stobée.
- De la sagesse, cité par Jamblique.
- De la loi et de la justice, cité par Stobée.
- De l'âme, cité par Stobée.
- Art culinaire, cité par Athénée, (Les Deipnosophistes, XII).
- des Lettres à Denys et à Platon, mentionnées par Diogène Laërce.

### Œuvres
Archytas a écrit des livres dans de nombreux domaines : musique et mathématiques, sur les machines, sur l'agriculture.
- De la décade : Armand Delatte, Essai sur la politique pythagoricienne, Paris, 1922. Réimpr. Genève, Slatkine reprints, 1979, 4 « Περὶ νόμων καὶ δικαιοσύνας attribué à Archytas », p. 71-124 (traduction et commentaire).
- Des mathématiques
- Traité de musique
- Des flûtes
- Entretiens.

### Fragments
- Édition des fragments en grec : Hermann Diels, Die Fragmente der Vorsokratiker (1903), Archytas, Bd. I, p. 421-439 et 502-503. Édition de référence.
- Traduction des fragments par Anthelme-Édouard Chaignet, Pythagore et la philosophie pythagoricienne, contenant des fragments de Philolaüs et d'Archytas (1873), t. I, p. 255-339, rééd. Adamant Media Corporation, 2002, 2 t. (remacle.org)
- Fragments grecs et traduction en italien : Maria Timpanaro-Cardini, Pitagorici, Florence, 1964, t. II.

Traduction
- Jean-Paul Dumont (dir.) (trad. du grec ancien), Les Présocratiques, Paris, Éditions Gallimard, coll. « Bibliothèque de la Pléiade », 1988, 2925 p. (ISBN 978-2-08-127316-0, BNF 44209623) p. 518-539 (traduction) et 1369-1378 (notes).

### Sources
Le musicien Aristoxène de Tarente écrivit une Vie d'Archytas aujourd'hui perdue (cf. Athénée, Deipnosophistes [détail des éditions] (lire en ligne), XII, 545, A), et, selon Diogène Laërce, Aristote a écrit un De la philosophie d'Archytas en trois livres ; il aurait également composé des Livres sur Archytas et des Propos tirés de Timée et d'Archytas.
- Apulée
- Aristote, Politique, Rhétorique, Météorologiques (lire en ligne)
- Cicéron :
  - Caton l'Ancien ou de la vieillesse [lire en ligne], XII, 39-41
  - De l'amitié, 88
  - De l'orateur, III, 139
  - Tusculanes, V, 2, 3, 64
  - Des biens et des maux, II, 14, 45 et V, 29, 87
  - La République, I, 59
- Diodore de Sicile, Bibliothèque historique [détail des éditions] [lire en ligne], X, 7, 4
- Diogène Laërce, Vies, doctrines et sentences des philosophes illustres [détail des éditions] (lire en ligne), VIII, 79-83 (remacle.org)
- Eudème de Rhodes (disciple d'Aristote), Physique, œuvre perdue, citée par Simplicios de Cilicie
- Eutocius d'Ascalon
- Horace, Odes [lire en ligne], Livre premier, Ode XXVIII (L'ombre d'Archytas et un matelot)
- Jamblique, Vie de Pythagore
- Platon, Lettre XIII, 360 c
- Quintilien, Institutions oratoires, I, 10, 17
- Théophraste (6 a)
- Valère Maxime

### Études
(par ordre alphabétique)
- Walter Burkert, Lore and Science in Ancient Pythagoreanism (196détails2), trad. de l'all. révisée et augmentée, Cambridge (Mass.), Harvard University Press, 1972.
- Anthelme-Édouard Chaignet, Pythagore et la philosophie pythagoricienne (1873), Adamant Media Corporation, 2002, 2 t.
- (en) Carl Huffman, Archytas of Tarentum. Pythagorean, Philosopher, Mathematician King, Cambridge University Press, 2005 (Books.google.fr)
- Carl Huffman, « Pythagorisme », dans Jacques Brunschwig et Geoffrey Lloyd, Le Savoir grec, Paris, Flammarion, 1996 (ISBN 208-2103706), p. 998.
- (en) Carl Huffman, A History of Pythagoreanism, Cambridge University Press, 2014 [19]
- Charles H. Kahn, Pythagoras and the Pythagoreans, Hackett Publishing Company, 2001, chap. IV.
- Bernard Mathieu, « Archytas de Tarente, pythagoricien et ami de Platon », Bulletin de l’Association Guillaume Budé, no 3,‎ octobre 1987, p. 239-255 (lire en ligne, consulté le 25 juillet 2020)
- Jean-François Mattéi, Pythagore et les Pythagoriciens, PUF, coll. "Que sais-je ?", n° 2732, 1993.
- (en) Stanford Encyclopaedia of Philosophy (plato.stanford.edu)